# Церква Успіння Пресвятої Богородиці (Джурків)
Церква Успіння Пресвятої Богородиці — діюча церква ПЦУ у селі Джурків Івано-Франківської області

## Історія церкви
Перша згадка про церкву у с. Джурків (Коломийський район, Івано-Франківська область) датована 1766 р. Це був дерев'яний храм на честь Покрови Пресвятої Богородиці. 1887 р. частина церкви була пошкоджена вогнем. Після відбудови церква була освячена на честь Успіння Пресвятої Богородиці.
З 1766 р. до 1887 р. церква була православною, з 1888 р. до 1947 р. була зареєстрована як греко-католицька, а 1947 р. знову стала православною.
1950 р. на саме Різдво Христове сталася друга пожежа. Врятувати вдалося лише частину. Комуністичний уряд не дозволяв відбудовувати церкву, проте церковний комітет все-таки добився дозволу на розбудову, але з прямим дахом та без куполів. До кінця 1950 р. храм був відбудований без куполів і правого крила. З дозволу влади лише у 1980 р. був добудований повністю, пофарбований і проведено електричне освітлення.
В найсуворіші дні комуністичного режиму церква була діючою. 1990 р. парафія с. Джурків ввійшла до складу відродженої Української Автокефальної Православної Церкви.
2 лютого 1996 р. знову тяжке горе спіткало жителів Джуркова — внаслідок короткого замикання електропроводів церква згоріла вщент. Після пожежі парафіянами було вирішено збудувати муровану церкву, а богослужіння тимчасово відправляти в приміщенні дитячого садка.
28 травня 1996 р. церковна громада заклала перший камінь під будівництво нового храму, а вже 27 березня 1997 р. було розпочато мурування церкви. Керував будівництвом невтомний голова церковного комітету Марценюк Степан Миколайович. Швидко були виконані усі основні роботи і вже 28 серпня 1998 р. в день храмового свята Успіння Пресвятої Богородиці відбулося освячення престолу церкви. Чин освячення звершив митрополит Галицький Андрій (Абрамчук), керуючий Івано-Франківською єпархією УАПЦ. В цей же день було звершено першу Божественну Літургію у новозбудованому храмі. Після освячення церкви впродовж десяти років тривали інші відповідні роботи, зокрема, будівництво дзвіниці, встановлення іконостасу, розпис храму та багато іншого. 28 серпня 2008 р. до Джуркова знову прибув митрополит Андрій, який освятив іконостас і розписи церкви.

## Священики[1]
| - о. Княгиницький (до 1905 р.), - о. Ласкута (1905—1910 р.), - о. Проскурніцький (1910—1915 р.), - о. Іван Шурак (1918—1920 р.), - о. Савіцький (до 1930 р.), | - о. Спірідон Мартинків (до 1947 р.), - о. Березюк (1947—1951 р.), - о. Гомик (1951—1953 р.), - о. Гавтуняк (1953—1960), - о. Снежук (1960—1964 р.), | - о. Гаврилюк (1964—1969 р.), - о. Юзва (1969—1970 р.), - о. Мирон Сас-Жураківський (1971—1982 р.), - о. Іван Фурик (1982—1998 р.), - о. Іван Кузьмин (з 1998 р.). |